# Eleição municipal de Botucatu em 2008
A eleição municipal de Botucatu em 2008 foi o 15.º pleito eleitoral realizado na história do município. Ocorreu oficialmente em 5 de outubro e foi disputada em turno único, dado que Botucatu por não ter 200 000 eleitores registrados e aptos ao voto, não atende ao critério eleitoral definido pelo inciso II do artigo n.º 29 da Constituição Federal para a realização de um 2.º turno caso nenhum dos candidatos a prefeito alcance maioria absoluta dos votos. Neste caso, o(a) vencedor(a) é escolhido por maioria simples.
Segundo dados do Tribunal Superior Eleitoral, 84 871 eleitores compunham o eleitorado botucatuense apto a eleger 1 prefeito, 1 vice–prefeito e 11 vereadores para a Câmara Municipal em 2008. 

## Candidaturas oficiais
|  | Nº | Candidato(a) a prefeito | Candidato(a) a prefeito                           | Candidato(a) a vice-prefeito | Candidato(a) a vice-prefeito                        | Coligação |
|  | -- | ----------------------- | ------------------------------------------------- | ---------------------------- | --------------------------------------------------- | --- |
|  | 13 |                         | Waldemar Pinho (PT) Waldemar Pereira de Pinho     |                              | Joel Spadaro (PMDB) Joel Spadaro                    | Para a Mudança Continuar - Partido dos Trabalhadores (PT) - Partido do Movimento Democrático Brasileiro (PMDB) - Partido da Mobilização Nacional (PMN) - Partido Socialista Brasileiro (PSB)                |
|  | 25 |                         | Lourival Panhozzi (DEM) Lourival Antonio Panhozzi |                              | Josey Carvalho (PR) Josey de Lara Carvalho          | A Botucatu que você sempre quis - Democratas (DEM) - Partido da República (PR) - Partido Trabalhista Brasileiro (PTB) - Partido Renovador Trabalhista Brasileiro (PRTB) - Partido Trabalhista Cristão (PTC) |
|  | 43 |                         | Milton Bosco (PV) Milton Bosco                    |                              | Sandra Rossito (PV) Sandra Regina Rossito           | Por amor a nossa terra - Partido Verde (PV) - Partido Trabalhista Nacional (PTN) |
|  | 45 |                         | João Cury (PSDB) João Cury Neto                   |                              | Professor Caldas (PCdoB) Antonio Luiz Caldas Junior | Botucatu Merece Mais - Partido da Social Democracia Brasileira (PSDB) - Partido Comunista do Brasil (PCdoB) - Partido Progressista (PP) - Partido Social Cristão (PSC) - Partido Popular Socialista (PPS)   |

## Resultados eleitorais

### Poder Executivo
| Candidato(a)            | Vice                     | Votação | Votação     |
| Candidato(a)            | Vice                     | Total   | Porcentagem |
| ----------------------- | ------------------------ | ------- | ----------- |
| João Cury (PSDB)        | Professor Caldas (PCdoB) | 34.551  | 53,58%      |
| Valdemar Pinho (PT)     | Joel Spadaro (PMDB)      | 22.918  | 35,54%      |
| Lourival Panhozzi (DEM) | Josey Carvalho (PR)      | 4.953   | 7,68%       |
| Milton Bosco (PV)       | Sandra Rossito (PV)      | 2.057   | 3,19%       |
| Total de votos válidos  | Total de votos válidos   | 64.479  | 100,00%     |
| Votos apurados          |                          |         |             |
| Votos válidos           | Votos válidos            | 64.479  | 90,64%      |
| Votos em branco         | Votos em branco          | 2.787   | 3,92%       |
| Votos nulos             | Votos nulos              | 3.875   | 5,45%       |
| Total de votos apurados | Total de votos apurados  | 71.141  | 100,00%     |
| Eleitores               |                          |         |             |
| Comparecimento          | Comparecimento           | 71.141  | 83,82%      |
| Abstenções              | Abstenções               | 13.730  | 16,18%      |
| Total de eleitores      | Total de eleitores       | 84.871  | 100,00%     |

### Poder Legislativo
|     | Candidato                                   | Partido | Votos | %    |
| --- | ------------------------------------------- | ------- | ----- | ---- |
| 1º  | Reinaldo Mendonça Moreira - Reinaldinho     | PR      | 2.389 | 3,75 |
| 2º  | Luiz Francisco Fontes - Fontão              | PSDB    | 1.870 | 2,94 |
| 3º  | Luiz Aurélio Pagani - Lelo Pagani           | PT      | 1.582 | 2,49 |
| 4º  | Antonio Carlos Trigo                        | PT      | 1.440 | 2,26 |
| 5º  | Andre Rogério Barbosa - Curumim             | PSDB    | 1.271 | 2,00 |
| 6º  | Alexandre Guilherme Granado - Xê            | PSDB    | 1.220 | 1,92 |
| 7º  | José Eduardo Bittar                         | PC do B | 1.084 | 1,70 |
| 8º  | Benedito José Gamito - Professor Gamito     | PT      | 1.043 | 1,64 |
| 9º  | Nilton César Andrade - Professor Nenê       | PSB     | 948   | 1,49 |
| 10º | Abelardo da Costa Neto                      | PV      | 923   | 1,45 |
| 11º | Denílson Aurélio Tavares - Bombeiro Tavares | DEM     | 760   | 1,19 |